# 三元巷社区
三元巷社区（さんげんこうしゃく）は、広州市越秀区光塔街道の社区。